# Balos

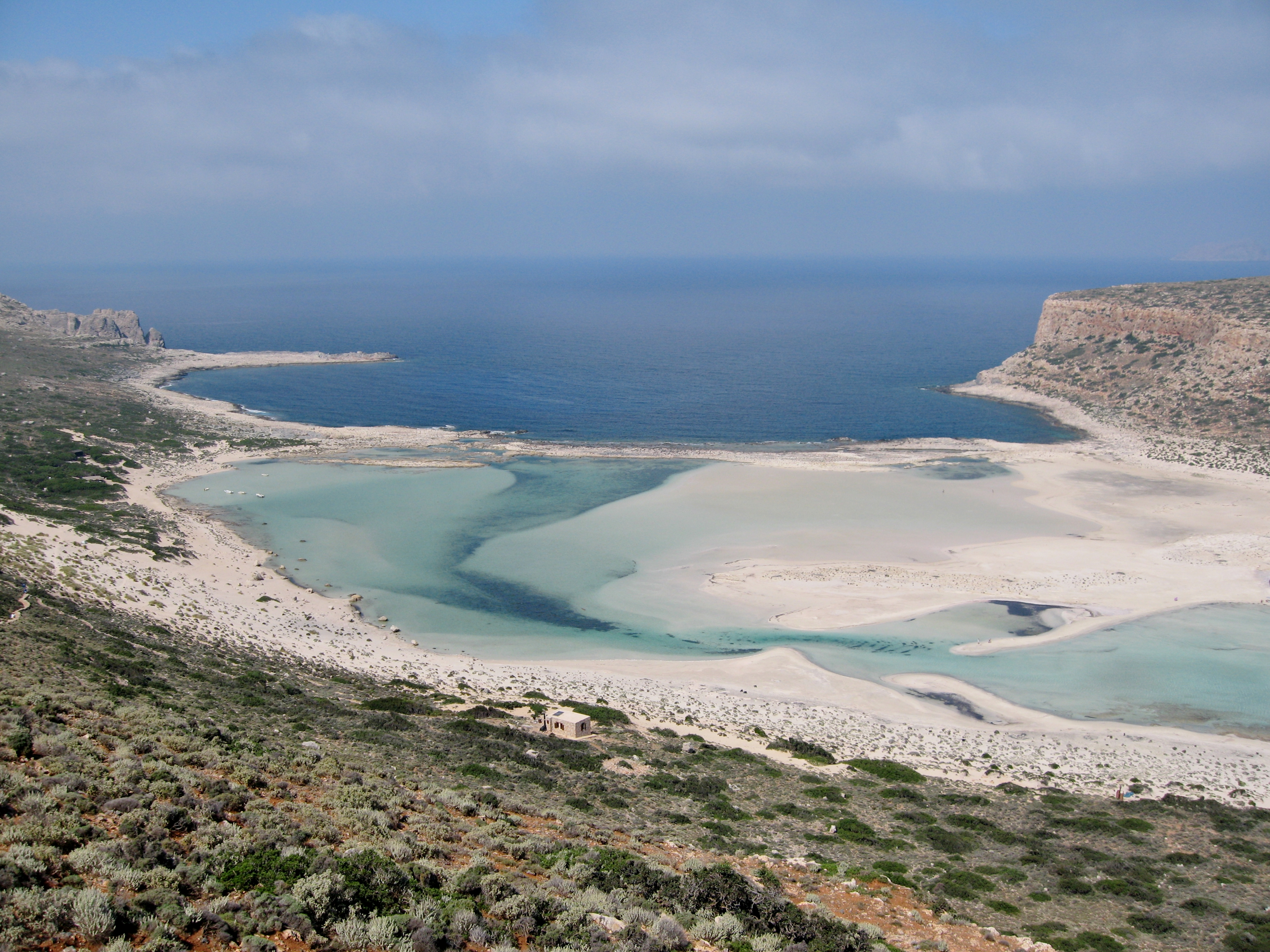
Bucht von Balos

Balos (griechisch Μπάλος) ist eine Bucht mit einer hinter ihr befindlichen Lagune an der Westküste der griechischen Mittelmeerinsel Kreta. Sie befindet sich in der Gemeinde Kissamos des Regionalbezirks Chania.

## Geografische Lage
Die Bucht von Balos liegt an der Westseite der heute unbewohnten Halbinsel Gramvousa (Γραμβούσα). Die im Süden vier Kilometer breite Halbinsel erstreckt sich von der letzten Ansiedlung Kaliviani 12 Kilometer nordwärts bis zum Kap Vouxa (Ακρωτήρι Βούξα), dem nordwestlichsten Punkt der Insel Kreta. Auf Höhe von Balos, fünf Kilometer südwestlich vom Kap Vouxa, hat Gramvousa nur noch eine Breite von etwa einem Kilometer.
Die sich östlich der Bucht von Balos (Όρμος Μπάλος) befindliche Lagune zwischen der Halbinsel Gramvousa und dem westlich anschließenden Kap Tigani (Ακρωτήρι Τηγάνι, übersetzt: „Pfanne“) hat eine nördliche Verbindung zum offenen Meer an der Bucht von Gramvousa (Όρμος Γραμβούσας), zu der die Lagune eigentlich gehört. Die etwa einen Kilometer lange und 700 Meter breite Halbinsel des Kap Tigani, die auf eine Höhe von 117 Metern ansteigt, ist bei Balos nur durch eine flache, etwa 50 Meter breite Landbrücke mit dem Festland verbunden. Die Lagune erstreckt sich dabei östlich dieser Landbrücke bei einer Ost-West-Ausdehnung von etwa 400 Metern ungefähr 600 Meter vom offenen Meer nach Süden.

## Beschreibung

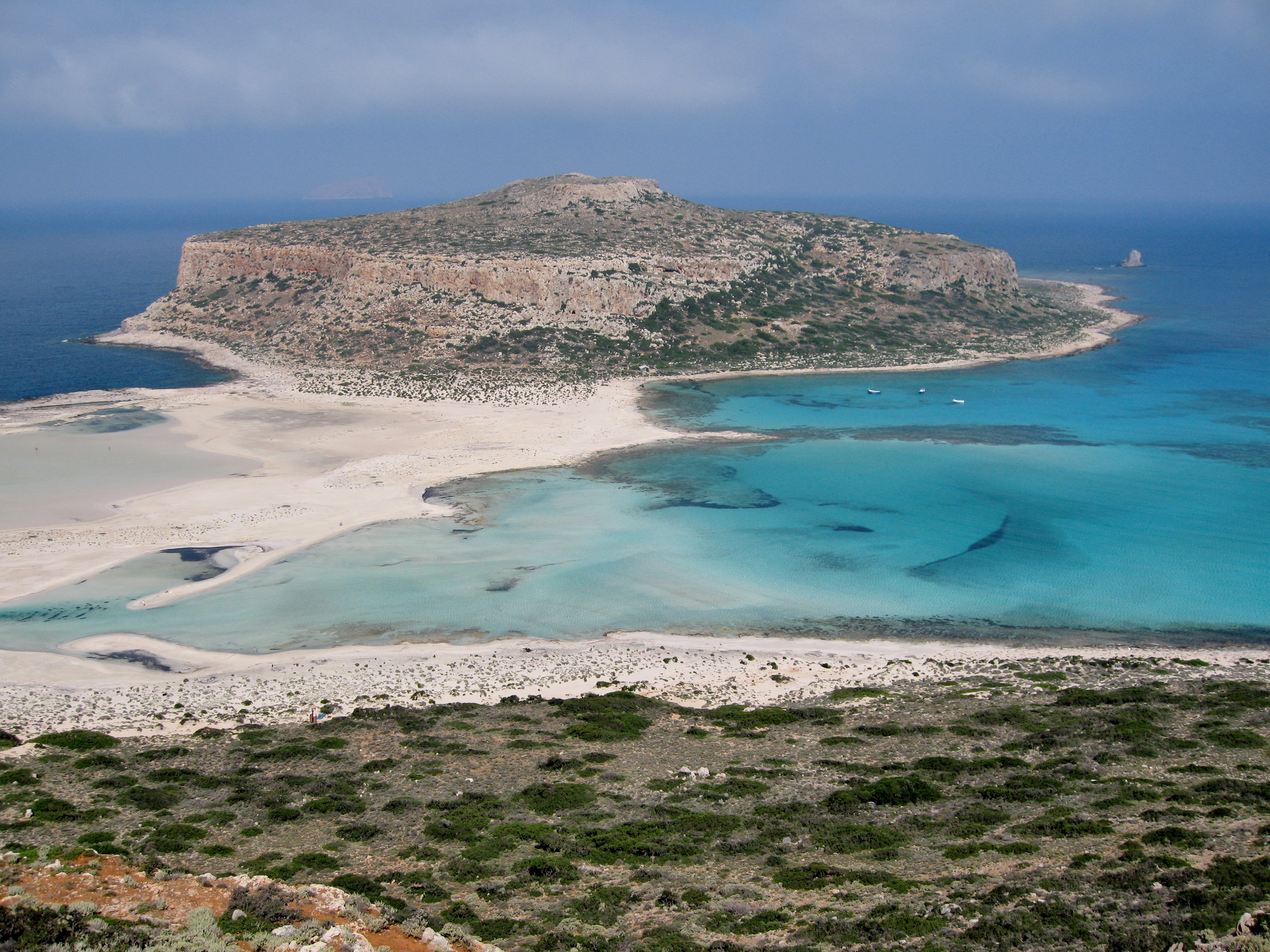
Kap Tigani

Die Bucht von Balos mit der Lagune von Gramvousa gelten neben der Insel Elafonisi und der Samaria-Schlucht als eine der Hauptsehenswürdigkeiten der Natur Westkretas. Die Buchten entstanden durch die allmähliche tektonische Hebung der Insel im Westen und der damit entstehenden Landverbindung Kretas zur ehemals vorgelagerten Insel des heutigen Kap Tigani. Im Schutz dieser Landbrücke zum offenen Meer konnte sich östlich davon durch Anschwemmungen die Lagune bilden.

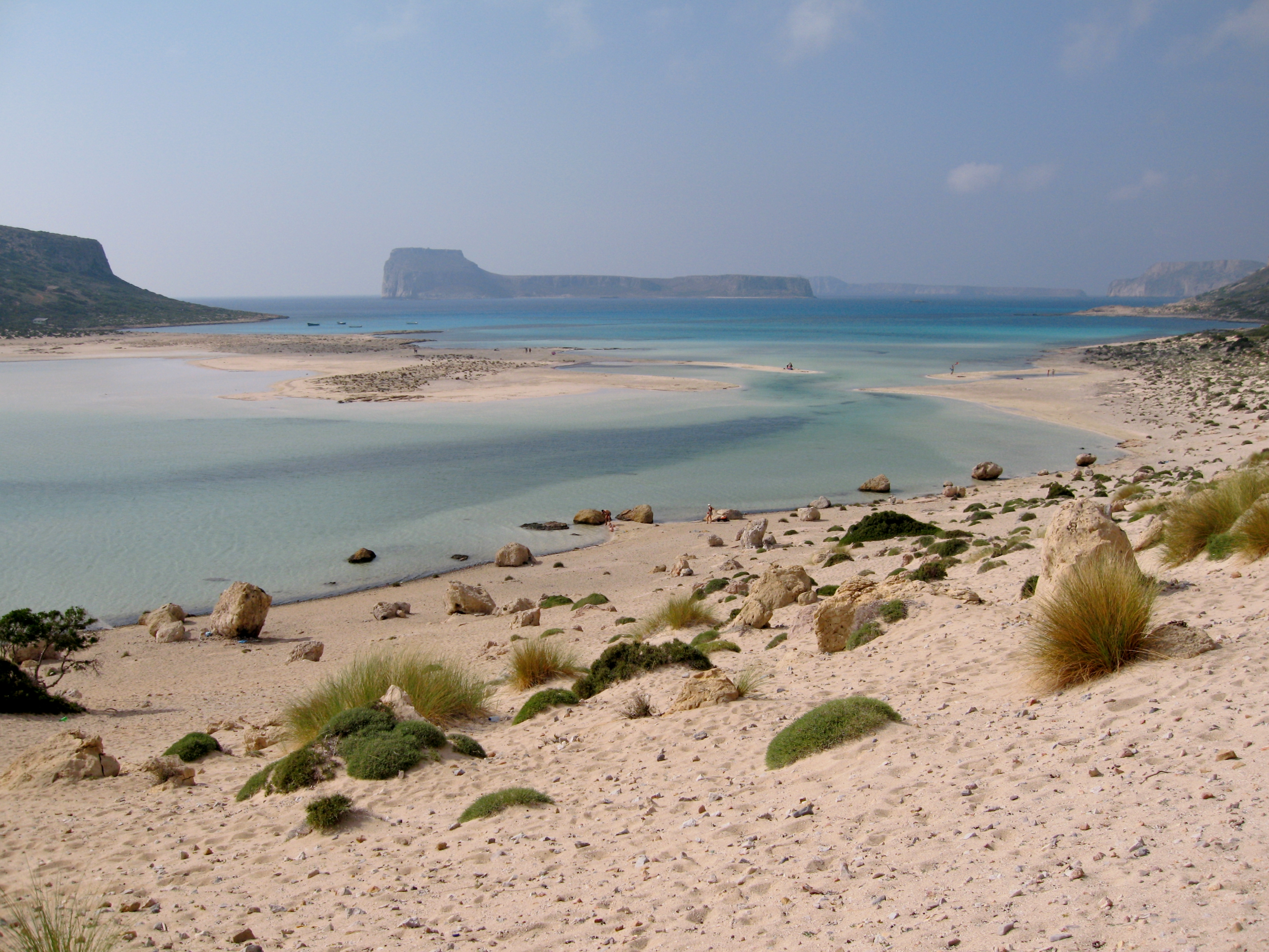
Blick auf Imeri Gramvousa

Der Lagunenstrand besteht aus feinem weißen Muschel- und Korallensand. Das auf weiten Teilen der Lagune nur seichte Wasser mit Tiefen unter 50 Zentimetern weist keinerlei Pflanzenwuchs auf. Auch die durch Dünen geprägten Küstenbereiche sind nur spärlich mit Vegetation bestanden. An den Ufern der Bucht finden sich im Sand viele kleine Teerklumpen, die durch Westwinde angespült werden und von Tankern stammen sollen, die auf offener See verbotenerweise ihre Tanks reinigen.
Die flache Landverbindung zum Kap Tigani besteht aus Naturzement (zementierten Sandschichten), in dem sich Wasserlöcher gebildet haben. Am Südrand der Lagune steht eine im Sommer geöffnete Taverne, die im Oktober schließt. Seit einigen Jahren steht in Richtung der Halbinsel Tigani eine Kantina der Stadt Kissamos, die kleine Speisen anbietet. Zudem werden von dort aus Liegen und Sonnenschirme vermietet. Die Kantina ist in der Regel bis Ende Oktober geöffnet. Ansonsten ist der Bereich unbebaut, es gibt keine weitere Infrastruktur. Lediglich auf der Halbinsel des Kap Tigani gibt es eine kleine Kapelle und auf der vorgelagerten Insel Imeri Gramvousa (Ήμερη Γραμβούσα) befinden sich die Ruinen eines venezianischen Kastells aus dem 16. Jahrhundert.

## Zugang
Kurz hinter der Ortschaft Kaliviani endet die asphaltierte Straße und eine unbefestigte Piste zieht sich etwa acht Kilometer an der Ostseite der Halbinsel Gramvousa nordwärts. Auf halbem Weg steht die kleine Kapelle Agia Irini oberhalb der Küste des Golfs von Kissamos (Κόλπος Κισσάμου). Am Ende der unbefestigten Straße befindet sich etwa 100 Meter über Meereshöhe ein Parkplatz, der im Sommerhalbjahr meist schon gegen Mittag überfüllt ist. Zu den von dort etwa 30 Gehminuten entfernten Buchten von Balos und Gramvousa führt ein teils gestufter Wanderpfad zum Meer hinab.

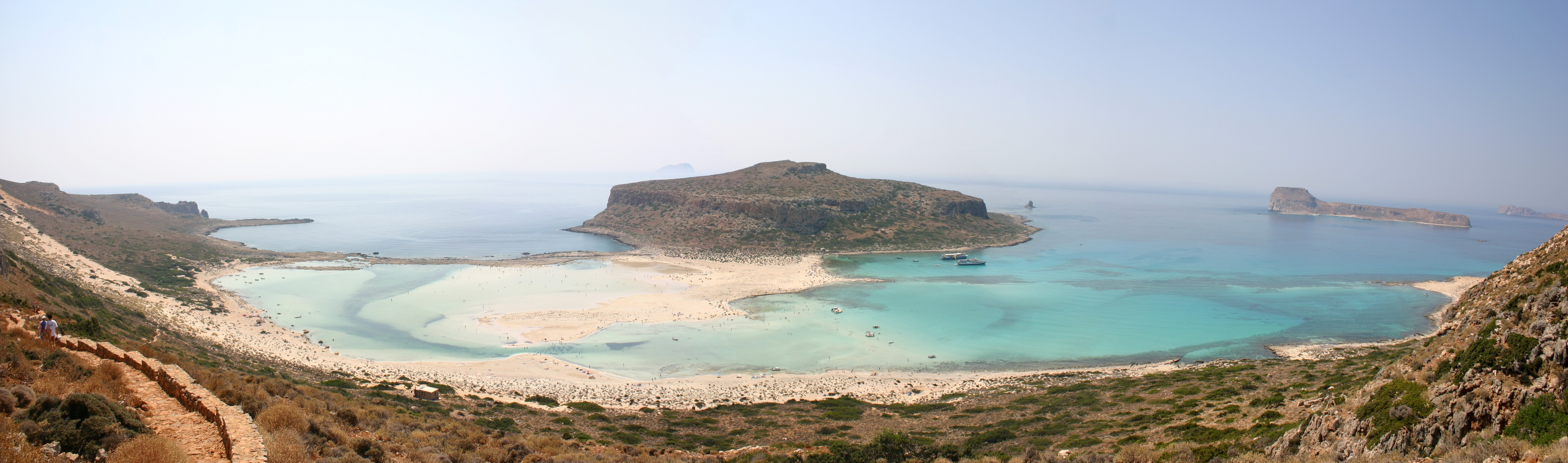
Panorama der Buchten von Balos (links) und Gramvousa

Eine weitere Möglichkeit die Buchten zu erreichen bieten die in der Tourismussaison (Ende April bis Ende Oktober) täglich von Kissamos verkehrenden Ausflugsschiffe, die auch die vorgelagerte Insel Imeri Gramvousa anlaufen. Durch diese Schiffsverbindungen wurde die Lagune in den letzten Jahren zu einem wichtigen Wirtschaftsfaktor für die Einwohner der Gemeinde Kissamos.